# François Serveau-Touchevalier
François Serveau-Touchevalier (ou Serveau Touche-Vallier), né le 24 août 1748 à Évron et mort le 7 avril 1826 dans cette même ville, est un conventionnel français, député de la Mayenne au Conseil des Cinq-Cents.
Il vote la mort avec sursis du roi Louis XVI. Il est administrateur du district et maire d'Évron en 1790.

## Biographie
Issu d'une famille de docteurs en médecine et d'avocats d'Évron, François Serveau est le fils de René Urbain Serveau (~1712- ?), licencié en droit, avocat au siège de la baronnie d'Évron, et de Renée Anne Launay (~1711 - ?), mariés à Sillé-le-Guillaume le 25 novembre 1739. Il était le frère de René Jean Baptiste Serveau, dit Touchebaron, sieur de la Guételière, juge à Évron sous la Révolution.
Il épouse Jeanne Françoise Deffay, et eut une fille, Françoise Sophie Serveau (1789 - 1884).
François Serveau-Touchevalier, avocat en 1769, était administrateur de son district, lorsqu'il fut élu aux Élections législatives de 1791 député suppléant de la Mayenne à l'Assemblée législative, où il ne fut pas appelé à siéger. Réélu aux Élections législatives de 1792, le 5 septembre 1792, membre de la Convention pour son département, le 5e sur 8, par 268 voix sur 373 votants, il déclara lors du 3e appel nominal dans le procès du roi, que son opinion était la même que celle du précédent, Mathurin Enjubault, qui avait opté pour la mort, avec sursis jusqu'au moment ou les puissances étrangères envahiraient le territoire.
Réélu aux Élections législatives de 1795, député de la Mayenne au Conseil des Cinq-Cents, par 73 voix sur 144 votants, il quitta le Conseil en l'an VII et s'éloigna de la vie politique. 
Il était revenu à Évron, lorsqu'aux Cent-Jours il signa l'acte additionnel. Frappé de ce chef par la loi du 12 janvier 1816 contre les régicides, il partit de Paris pour Genève le 27 février suivant, avec sa femme, «septuagénaire comme lui», dit-il dans la supplique par laquelle il demanda, quelque temps après, l'autorisation de rentrer en France. 
Le gouvernement royal leur permît de rentrer le 13 mai 1818. Il mourut à Évron le 6 avril 1826.
La transcription du manuscrit de Charles Maucourt de Bourjolly par son petit neveu François Serveau-Touchevalier aurait servi à l'édition du livre en deux tomes publiée en 1886, copie du texte de 1716, faite en 1797. Elle est critiquée par Isidore Boullier car ce dernier a ajouté plusieurs choses curieuses sans les différencier du texte original. Il y parle souvent de la Révolution française, et de faits postérieurs comme la reconstruction de l'autel de la Sainte-Vierge à l'église de la Trinité de Laval qui date de 1803.

## Sources
- « François Serveau-Touchevalier », dans Adolphe Robert et Gaston Cougny, Dictionnaire des parlementaires français, Edgar Bourloton, 1889-1891 [détail de l’édition]